# Ер-Рабе
Ер-Рабе (англ. al Rabe, араб. الرابع) — поселення в Сирії, що складає невеличку друзьку общину в нохії Ель-Масмія, яка входить до складу мінтаки Ес-Санамейн в південній сирійській мухафазі Дар'а.